# Drycothaea anteochracea
Drycothaea anteochracea är en skalbaggsart som först beskrevs av Stefan von Breuning 1974.  Drycothaea anteochracea ingår i släktet Drycothaea och familjen långhorningar. Inga underarter finns listade i Catalogue of Life.